# Jette Varmer
Jette Varmer (født 1963) er en dansk forfatter, oversætter og foredragsholder.
Jette Varmer debuterede som forfatter i 1999. Det skete med en lyrisk rejseskildring, "Balladen i Haparanda – et halvt års sørejse med sejlbåden Kalif". Senere fulgte rejsebeskrivelsen "Over sø og land – fra Østersøen til Göta Kanal"  2012. Bogen beskriver et halvt års sørejse. Den kan læses som en rejsebeskrivelse, men er også et værdifuldt suppelement til lystsejlere, der planlægger en rejse på Göta Kanal. Herudover har hun skrevet en række bøger for børn og unge. Her skal nævnes ungdomsromanen "Elskede Peter – Glimt af Anne Franks liv", der fortæller hele historien om Anne Franks skæbne, fra anholdelsen i Baghuset midt i Amsterdam til Anne Frank døde af sult og tyfus i koncentrationslejren Bergen-Belsen. Bogen følger Anne Franks spor fra Amsterdam til Westerbork (Holland), Auschwitz og senere Bergen-Belsen. Romanen læses af både unge og voksne, der vil have et indblik i Anne Franks sidste måneder.
På årsdagen for Corona-pandemien udgav Jette Varmer fagbogen "Den sorte død – nedslag i pestens historie", som er en række spændende og uhyggelige fortællinger om pesten i Danmark og Europa. 
Jette Varmer er datter af forfatteren Hjørdis Varmer, der står bag en lang række historiske romaner, primært for børn. Sammen har de indtil 2009 drevet Forlaget Vadis.

### For voksne
- Den sorte død - Nedslag i pestens historie, BoD, 2021. Er også udkommet som ebog
- Hallands Väderö i lommeformat, BoD, 2019. Er også udkommet som ebog.
- Hallands Väderö i fickformat, svensk BoD, 2019. Er også udkommet som ebog.
- Hallands Väderö - Naturfortællinger i øjenhøjde, BoD, 2018. Er også udkommet som ebog
- Fugleperspektiv - Naturfortælinger i øjenhøjde, BoD, 2018. Er også udkommet som ebog
- Balladen i Haparanda – et halvt års sørejse med sejlbåden Kalif, Borgens Forlag 1999 (1. udgave, 1. oplag)
- Balladen i Haparanda – et halvt år i Østersøen og Den Botniske Bugt, Frydenlund 2013 (2. udgave, 1. oplag)
- Over sø og land - fra Østersøen til Göta Kanal, BoD, 2012. Er også udkommet som ebog

### For børn og unge
- Lyset i mosen (roman/højtlæsning), Forlaget Forum 2003
- Båden er væk (letlæsning), Vadis 2004
- Fyren på den røde motor-cykel (letlæsning), Vadis 2004
- Tusmørketræet (roman/højtlæsning), Vadis 2004
- Kon-Tiki – Rejsen over Stillehavet (roman/højtlæsning), Vadis 2005
- Kon-Tiki – Rejsen over Stillehavet (Ny, revideret udgave), BoD 2013. Er også udkommet som ebog
- Hjælp, vi er faret vild! (letlæsning), Vadis 2005
- Elskede Peter – Glimt af Anne Franks liv (roman for unge og voksne), Vadis 2006
- Hvor er farverne om natten? (billedbog, illustreret af Bodil Molich), Klematis 2006
- Kanelrejsen (julefortælling i 24 afsnit, illustreret af Bodil Molich), Klematis 2009

### Andet
- Dværgen i stenen, novelle til Handicap-Jul 2004
- Krokodillen under sengen, bidrag til DR’s antologi ’Godnathistorier for dig’ (udkommet som bog og cd), DR 2005
- Ørnenes rige, oversættelse af Brutus Östlings og Staffan Söderblomsts billedfortælling 'Örnarnas Rike'. Borgens Forlag 2008
- Rejeartikler til Politiken, Berlingske Tidende, Bådnyt og det tyske bådmagasin Yacht

## Ekstern kilde/henvisning
- Jette Varmer's officielle hjemmeside Arkiveret 30. oktober 2020 hos  Wayback Machine